# Lijst van rivieren in Hongarije

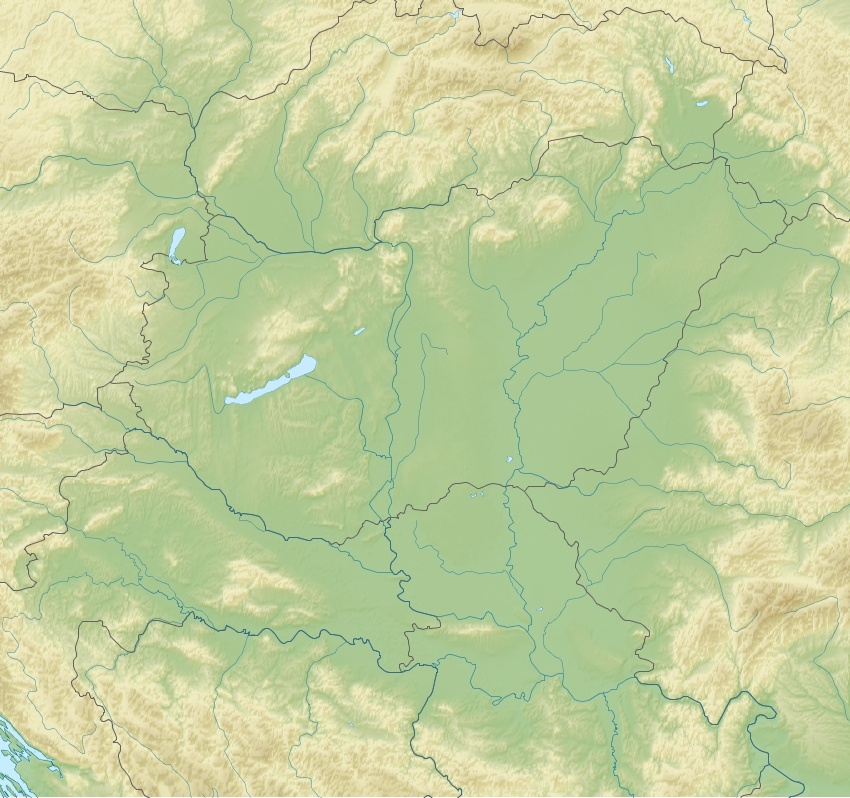
Kaart van meren en rivieren in het Karpatenbekken.

Deze lijst van rivieren in Hongarije bevat de belangrijkste rivieren in Hongarije, gerangschikt naar lengte, oppervlakte van het stroomgebied en debiet.

## Rivieren naar lengte
(> 100 km, alleen de lengte binnen Hongarije)
- Tisza - 597 km - 62,06% van de totale lengte
- Donau (Duna) - 417 km – 14,60% van de totale lengte
- Körös - 217,5 km
  - drievoudige Körös (Hármas-Körös) - 91,3 km – 100% van de totale lengte
  - dubbele Körös (Kettős-Körös) - 37,3 km – 100% van de totale lengte
    - Crișul Negru (Fekete-Körös) - 20,5 km – 12,20% van de totale lengte
    - Crișul Alb (Fehér-Körös) - 9,8 km – 4,16% van de totale lengte

  - Crișul Repede (Sebes-Körös) - 58,6 km – 28,04% van de totale lengte
- Rába - 188 km – 66,43% van de totale lengte
- Zagyva - 179 km – 100% van de totale lengte
- Hortobágy-Berettyó - 167,3 km – 100% van de totale lengte
- Drava (Dráva) - 166,8 km – 22,27% van de totale lengte
- Ipeľ (Ipoly) - 143 km – 61,51% van de totale lengte
- Zala - 126 km – 100% van de totale lengte
- Sajó - 125,1 km – 56,10% van de totale lengte
- Répce en Rábca samen - 123,7 km
- Sajó - 120,8 km – 100% van de totale lengte
- Hornád (Hernád) - 118 km – 41,26% van de totale lengte
- Kapos - 112,7 km – 100% van de totale lengte
- Tarna - 105 km – 100% van de totale lengte
- Marcal - 100,4 km – 100% van de totale lengte

## Rivieren naarstroomgebied

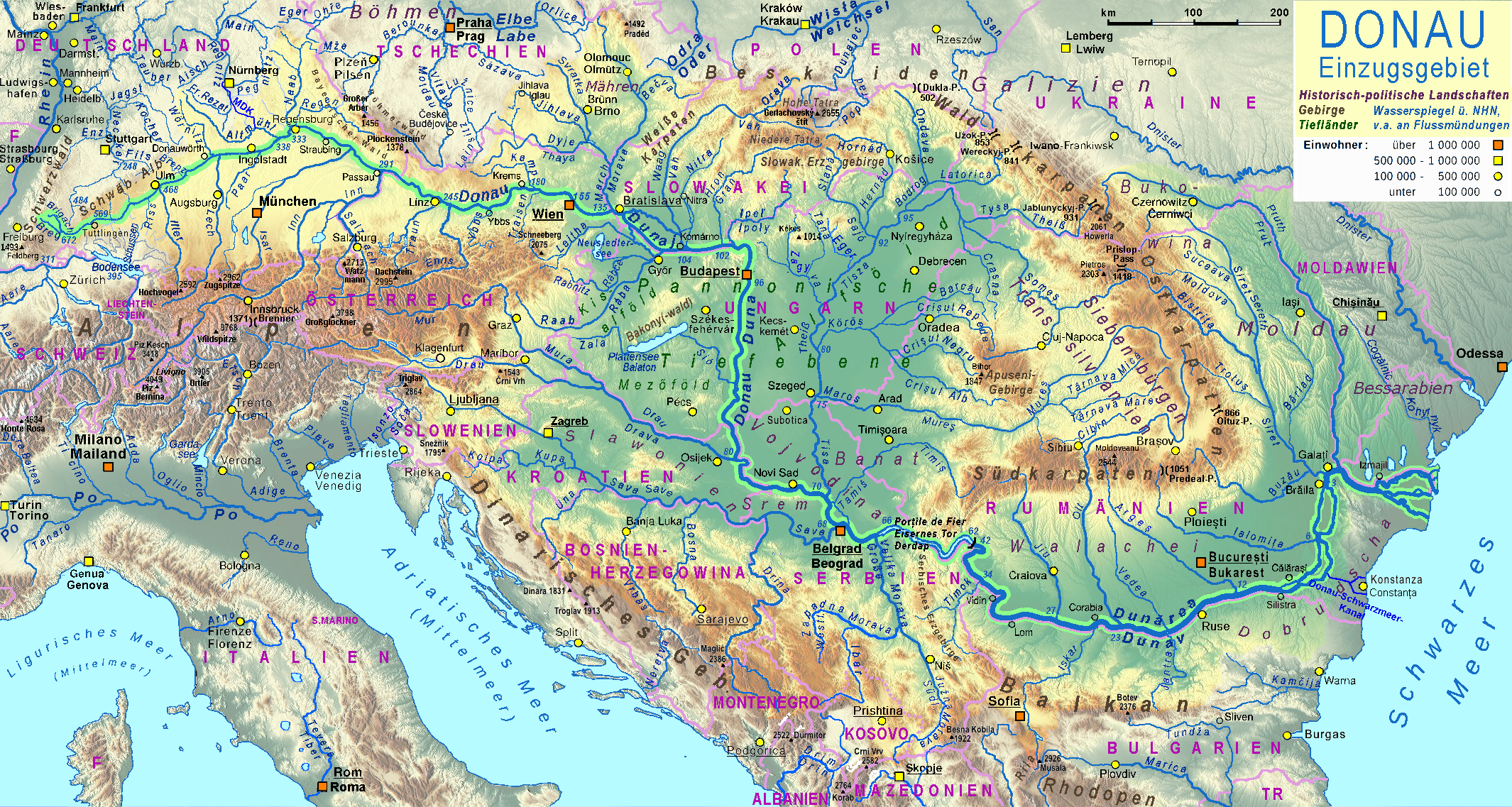
Stroomgebied van de Donau

(> 1000 km², alleen oppervlakte van het stroomgebied binnen Hongarije)
Donau (Duna) - 93030 km² – 11,7% van het totale stroomgebied
- Rába -
  - Marcal - 3033 km² – 100% van het totale stroomgebied
- Ipeľ (Ipoly) - 1518 km² – 29,72% van het totale stroomgebied
- Sió - 14953 km² – 100% van het totale stroomgebied
  - Kapos - 3170 km² – 100% van het totale stroomgebied
- Drava (Dráva) - 8215,22 km² – 19% van het totale stroomgebied
- Tisza - 46000 km² – 29,27% van het totale stroomgebied
  - Sajó - 5545 km² – 43,63% van het totale stroomgebied
    - Hornád (Hernád) - 1136 km² – 20,90% van het totale stroomgebied

  - Zagyva - 5677 km² – 100% van het totale stroomgebied
    - Tarna - 2116 km² – 100% van het totale stroomgebied

  - Körös - 12942,39 km² – 47% van het totale stroomgebied

Balaton (van de Zala en andere rivieren) – 5181 km²

## Rivieren naar gemiddelddebiet

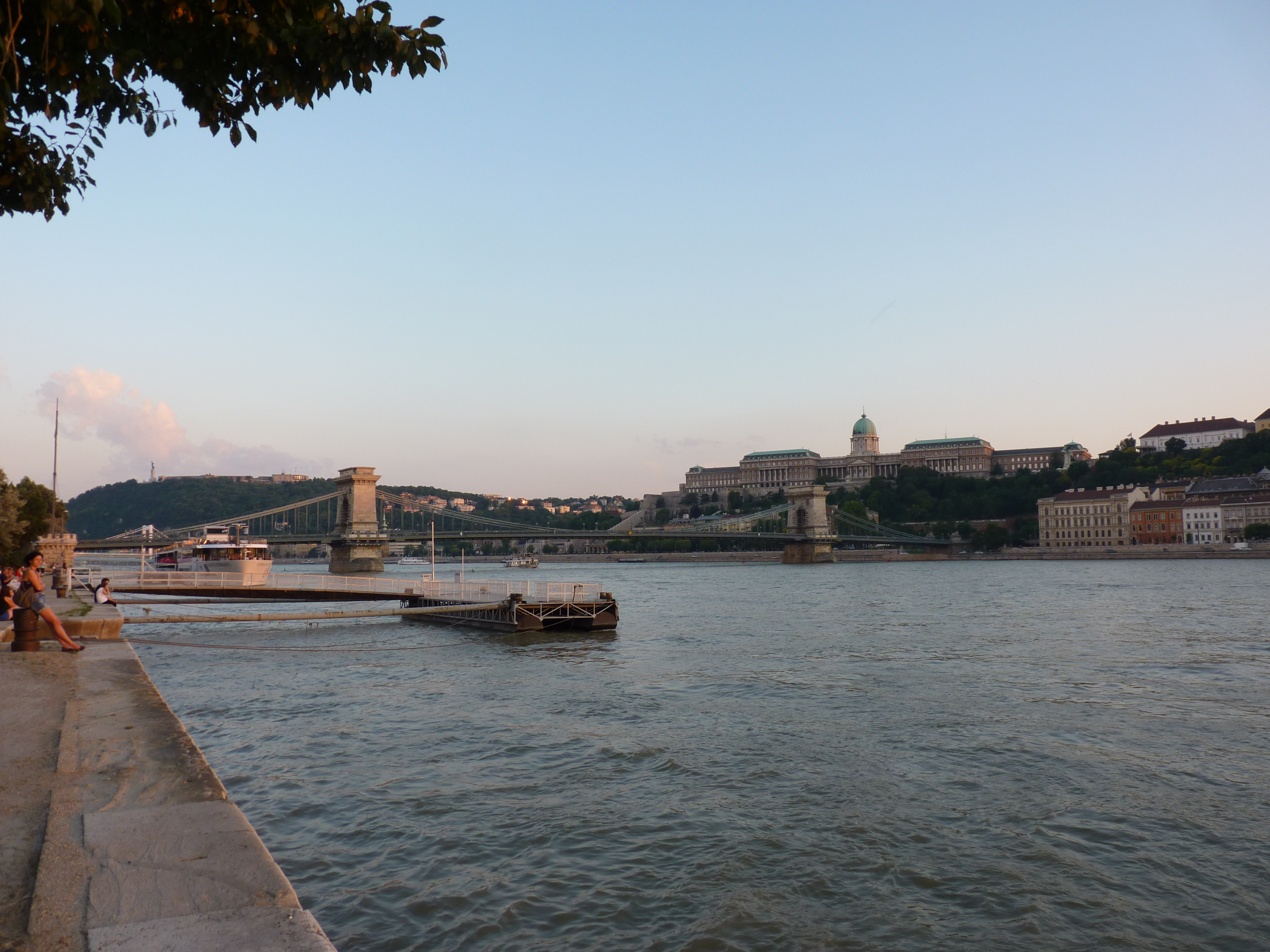
Donau in Budapest

(> 10 m³/s, niet alleen Hongarije)
- Donau (Duna) - 6855 m³/s – in Budapest 2350 m³/s
- Tisza - 820 m³/s
- Drava (Dráva) - 670 m³/s
- Mureș (Maros) - 184 m³/s
- Mur (Mura) - 166 m³/s
- Bodrog - 115 m³/s
- Someș (Szamos) - 114 m³/s
- Körös (Hármas-Körös) - 100 m³/s
- Sajó - 60 m³/s
- Sió - 39 m³/s
- Hornád (Hernád) - 30,9 m³/s
- Crișul Repede (Sebes-Körös) - 25,4 m³/s
- Rába - 18 m³/s

## Rivieren naar orografie
Rivieren die samenvloeien in andere rivieren zijn gerangschikt naar nabijheid van het samenvloeiingspunt bij de monding in de zee (hoe lager in de lijst, des te meer stroomopwaarts de zijrivier).

### Zwarte Zee
De rivieren in deze sectie zijn van noord-west (Oostenrijk) naar zuid (Kroatië-Servië) gerangschikt.
Donau/Duna (hoofdtak bij Sulina, Roemenië)
Mosoni-Duna - tak van de Donau
Leitha/Lajta (in Mosonmagyaróvár) R
Rábca (bij Győr) R
Rába (in Győr) R
Marcal (bij Gyirmót) R
Pinka (bij Körmend) L
Lafnitz/Lapincs (bij Szentgotthárd) L
Concó (bij Ács) R
Által-ér (in Dunaalmás) R
Ipeľ/Ipoly (bij Szob) L
Kiskunsági hoofdkanaal (bij Tass) L
Sió (in het Woud van Gemenc) R
Sárvíz (in Sióagárd) L
Séd (in Cece) R
Kapos (bij Tolnanémedi) R
Sugovica (in Baja) L
Drava/Dráva (bij Osijek, Kroatië) R
Mur/Mura (bij Legrad, Kroatië) L
Big Krka/Kerka (bij Muraszemenye) L
Ledava/Ledva (bij Muraszemenye) R
Cserta (bij Kerkateskánd) L
Benedenloop Válicka/Alsó-Valicka (bij Páka) L
Tisza (bij Titel, Servië) L
Túr (bij Szatmárcseke) L
Someș/Szamos (bij Vásárosnamény) L
Crasna/Kraszna (in Vásárosnamény) L
Bodrog (in Tokaj) R
Roňava/Ronyva (bij Sátoraljaújhely) R
Keleti hoofdkanaal (bij Tiszalök) L
Sajó (bij Tiszaújváros) R
Takta (bij Kesznyéten) L
Hornád/Hernád (bij Sajóhídvég) L
Szinva (in Miskolc) R
Bódva (bij Boldva) L
Zagyva (in Szolnok) R
Tarna (bij Jászjákóhalma) L
Galga (bij Jászfényszaru) R
Hármas-Körös (in Csongrád) L
Hortobágy-Berettyó (bij Mezőtúr) R
Crișul Repede/Sebes-Körös (bij Körösladány) R
Barcău/Berettyó (bij Szeghalom) R
Kettős-Körös (vervolg van de Hármas-Körös)
Crișul Negru/Fekete-Körös (bij Gyula)
Crișul Alb/Fehér-Körös (bij Gyula)
Mureș/Maros (bij Szeged) L

#### Balatonmeer
De rivieren in deze sectie zijn van noordwest naar zuidwest gerangschikt.
Zala (bij Balatonszentgyörgy)
Bovenloop Válicka/Felső-Valicka (bij Zalaegerszeg) R

## Alfabetische lijst
Berettyó, Bodrog, Bodva, Dráva/Drava, Hernád, Fehér-Körös, Fekete-Körös, Ipoly, Kígyós/Plazović, Körös, Körös-ér, Kraszna, Lajta/Leitha, Maros, Mura/Mur, Pinka, Rába/Raab, Sajó, Sebes-Körös, Séd, Sió, Sugovica, Someș/Szamos, Szinva, Tisza, Zagyva, Zala, Válicka